# Волицька сільська рада (Сокальський район)
Волицька сільська рада — колишній орган місцевого самоврядування у Сокальському районі Львівської області. Адміністративний центр ради — село Волиця.

## Загальні відомості
Водоймища на території, підпорядкованій даній раді: річка Білий Стік.

## Населені пункти
Сільській раді були підпорядковані населені пункти:
- с. Волиця
- с. Комарів

## Склад ради
Рада складалася з 16 депутатів та голови.

### Керівний склад попередніх скликань
| ПІБ                       | Основні відомості                                                                  | Дата обрання | Дата звільнення |
| ------------------------- | ---------------------------------------------------------------------------------- | ------------ | --------------- |
| Ничай Михайло Любомирович | Сільський голова, 1963 р.н., освіта, член Всеукраїнського об'єднання «Батьківщина» | 26.03.2006   | 31.10.2010      |
| Білик Надія Павлівна      | Сільський голова, 1974 р.н., освіта вища                                           | 31.10.2010   |                 |

Примітка: таблиця складена за даними джерела

## Економіка
На території Волицької сільської ради функціонують:
- Волицька ЗШ І-ІІІ ступенів, директор Кус Ганна Петрівна;
- Комарівська початкова школа І ступеня, директор Іванець Оксана Романівна;
- дошкільний навчальний заклад села Волиця, завідувач Скалецька Марія Михайлівна;
- дошкільний навчальний заклад села Комарів, завідувач, Працун Любов Павлівна;
- ФАП села Волиця, завідувач Ковалишин Василина Ігорівна;
- ФАП села Комарів, завідувач Сосна Марія Петрівна;
- Народний дім села Комарів, завідувач Антонюк Михайло Мирославович;
- відділення пошти, завідувач Димида Ганна Михайлівна;
- ТВ ПВ «Ощадбанк», контролер-касир Кусевич Галина Ярославівна;
- ТзОВ «Сотеко», директор Костюк Сергій Степанович;
- Кам'янко-Бузьке ЛВУ МГ, директор Дацишин;
- ОЛК «Ровесник», директор Карвацький Василь Михайлович;
- ТзОВ «Західно-українська корпорація»;
- ПАФ «Білий Стік», директор Іванчина Олег Антонович;
- ПП Брикайло Любов Богданівна;
- ПП Боднарчук Микола Михайлович;
- ПП «Віктор» — млин.